# Buzz Calkins
Bradley „Buzz“ Calkins (* 2. Mai 1971 in Denver, Colorado) ist ein ehemaliger US-amerikanischer Autorennfahrer.

## Karriere
Nach drei erfolgreichen Jahren in der Indy-Lights-Serie von 1993 bis 1995, in denen er 11., 10. und 6. der Meisterschaft wurde, kauften er und sein Team, Bradley Motorsports, ein Reynard-Chassis, um in der neu gegründeten Indy Racing League anzutreten. Er gewann 1996 das Eröffnungsrennen der neuen Serie, das Indy 200 auf dem Walt Disney Speedway in Orlando und wurde in diesem Jahr zusammen mit Scott Sharp auch Meister. Der Sieg beim Eröffnungsrennen sollte aber sein einziger IRL-Sieg bleiben. Er startete sechsmal beim Indianapolis 500, bei dem er 1998 mit dem 10. Platz sein bestes Ergebnis erzielte. Er beendete seine Sportlerkarriere im Jahr 2001.